# Kaihep
Kaihep (mein Ka ist Hapi) war ein lokaler Beamter im Alten Ägypten zur Zeit der 5. Dynastie, der von seinem dekorierten Grab in Tihna al-Dschabal in Mittelägypten bekannt ist.
Kaihep lebte und amtierte am Übergang von der 4. zur 5. Dynastie. Er trug Titel, die darauf hindeuten, dass er in der lokalen Verwaltung arbeitete. Seine Titel lauten Königsbekannter (Rḫ-nsw = Rech-nesu) und Aufseher (Inspektor) der Schreiber der Archive der königlichen Dokumente (Sḥd̠-sšw-n-pr-mḏat-a-nsw = Sehedj-seschu-en-per-medjat-a-nesu). Eine gewisse Hetepheres war wahrscheinlich seine Gemahlin. Eine gewisse Hetepni war vielleicht seine Tochter.
Das Grab des Kaihep mit der modernen Nummer 12 ist schon seit dem 19. Jahrhundert bekannt. George Willoughby Fraser verbrachte 1893 drei Monate in der Nekropole von Tihna al-Dschaba und publizierte die Ergebnisse seiner Untersuchungen im Jahre 1902. Die Grabanlagen vor Ort werden deshalb auch oftmals als die Fraser-Gräber (Fraser tombs) bezeichnet. Ein australisches Team arbeitete von 2007 bis 2011 vor Ort und das Grab des Kaihep wurde 2014 publiziert.
Die Grabanlage des Kaihep ist architektonisch von Bedeutung. Es handelt sich dabei um eine Mastaba (normalerweise ein freistehender, rechteckiger Grabbau), die in den Fels gehauen und nicht aus Lehmziegeln oder Steinen aufgemauert ist, wie es sonst üblich war. In der Mastaba befindet sich ein Schacht. Die einzige Dekoration der Mastaba ist eine in die Fassade eingemeißelte Scheintür, die Kaihep, seine Familie und Diener zeigt. Bei keiner der genannten Personen wird ein Verwandtschaftsverhältnis angegeben, so dass die Beziehungen der Personen nur erschlossen werden können.
Im Grabschacht fand George Willoughby Fraser zwei intakte Bestattungen. Bei der ersten Bestattung handelte es sich um ein Kind. Darunter befanden sich zwei Steine und weiter unten eine weitere Bestattung mit einem Skelett in Hockstellung. Die einzige Grabbeigabe war eine Kopfstütze mit der Aufschrift: der größte der Zehn von Oberägypten (wr-mD-Sma) Chenukai.